# Ectinorus martini
Ectinorus martini är en loppart som beskrevs av Lewis 1976. Ectinorus martini ingår i släktet Ectinorus och familjen Rhopalopsyllidae. Inga underarter finns listade i Catalogue of Life.